# JK Customz
JK Customz steht für individuelle, handgefertigte Caps, die weit mehr sind als nur ein Accessoire. Jede Cap wird in sorgfältiger Handarbeit veredelt — mit Nieten, Farbe, Distressed-Effekten und kreativen Designs — sodass garantiert kein Stück dem anderen gleicht.
Der Gründer Jakub Kaczmarek kombiniert urbanen Style mit handwerklicher Präzision und schafft so tragbare Kunstwerke für Menschen, die auffallen wollen.
- Einzelstücke — Jede Cap wird individuell designt
- Premium-Qualität — Hochwertige Materialien, langlebig verarbeitet
- Urban & Rebellisch — Inspiriert von Streetwear, Festivals & Skate-Kultur
- Handarbeit in Deutschland — Kein Massenprodukt, sondern echtes Crafting

Ob Streetwear-Liebhaber, Festival-Gänger, Raver oder einfach Menschen, die ihren eigenen Stil leben — JK Customz richtet sich an alle, die nicht in der Masse untergehen wollen.
Auswahl der Base Cap — Hochwertige Modelle zwischen 3€ und 15€ Einkaufspreis
Veredelung — Von Handbemalung bis Metal-Eyelets
Distressed-Look — Gealtert und bearbeitet für authentischen Vintage-Charakter
Finaler Feinschliff — Jedes Detail wird perfektioniert, bevor die Cap verschickt wird
Im Gegensatz zu Massenproduktion setzt JK Customz auf limitierte Stückzahlen, individuelle Fertigung und die Wertschätzung jedes einzelnen Pieces.
1. ↑  J.K.Customz. Abgerufen am 14. August 2025.
2. ↑  J.K.Customz. Abgerufen am 14. August 2025.
3. ↑  J.K.Customz. Abgerufen am 14. August 2025.
4. ↑  J.K.Customz. Abgerufen am 14. August 2025.
5. ↑  J.K.Customz. Abgerufen am 14. August 2025.
6. ↑  J.K.Customz. Abgerufen am 14. August 2025.
7. ↑  J.K.Customz. Abgerufen am 14. August 2025.
8. ↑  J.K.Customz. Abgerufen am 14. August 2025.